# Кримка (Джанкойський район)
Кри́мка (до 1948 року — Султа́н-Бочала́, крим. Sultan Boçala та населений пункт радгоспу Бій-Су-Ковче) — село Джанкойського району Автономної Республіки Крим. Населення становить 1 896 осіб. Орган місцевого самоврядування — Кримківська сільська рада. Розташоване на заході району.

## Географія
Кримка — село на заході району, у степовому Криму, біля кордону з Первомайським районом, висота над рівнем моря — 34 м. Сусідні села: Павлівка за 3,5 км на північ, Ярке за 4,5 км на схід, Яструбці за 3 км на південь та Абрикосове Первомайського району за 5,3 км на захід. Відстань до райцентру — близько 16 кілометрів, там же найближча залізнична станція.

## Історія
Перша документальна згадка села зустрічається в Камеральному Описі Криму … 1784 року, судячи з якого, в останній період Кримського ханства Султан-Бочай входив до Бочалатського кадилику Карасбазарського каймакамства. Після анексії Криму Російською імперією (8) 19 квітня 1783 , на території колишнього Кримського Ханства була утворена Таврійська область і село було приписане до Перекопського повіту . Після Павловських реформ, з 1796 по 1802 рік, входило в Перекопський повіт Новоросійської губернії. За новим адміністративним поділом, після створення 8 (20) жовтня 1802 Таврійської губернії , Султан-Бочай був включений до складу Бозгозької волості Перекопського повіту.
За Відомостями про всіх селища в Перекопському повіті… від 21 жовтня 1805 року, у селі Султан-Бочай числилося 28 дворів, 180 кримських татар, 5 циган і 3 ясир. На військово-топографічній мапі 1817 село Султан Бочай позначений з 30 дворами. Після реформи волосного поділу 1829 року Султан-Бочай, згідно «Відомостей про казенні волості Таврійської губернії 1829 року»  віднесли до Ельвігазанської волості . Потім, мабуть, внаслідок еміграції кримських татар в Туреччину, село помітно спорожніла і на карті 1842 Султан-Бочай позначений умовним знаком «мала село», тобто, менше 5 дворів.
Після земської реформи Олександра II 1864 року, село приписали до Ішуньської волості. У  «Списку населених місць Таврійської губернії за відомостями 1864 року» , складеному за результатами VIII ревізії 1864 року, Біюк-Бочай або Султан-Бочай — власницьке татарське поселення з 6 дворами і 12 жителями при колодязях. На триверстовій мапі 1865—1876 року в селі Султан-Бочай 9 дворів. Згідно «Пам'ятної книги Таврійської губернії за 1867 рік» , село було покинуте мешканцями в 1860—1864 роках, внаслідок еміграції кримських татар, особливо масової після Кримської війни 1853—1856 років, в Туреччину і  залишалася в руїнах  і в  «Пам'ятній книзі Таврійської губернії 1889 року» також не значиться.
У результаті земської реформи 1890  Султан-Бача  віднесли до Богемської волості. У  «… Пам'ятній книзі Таврійської губернії за 1892 рік»  у відомостях про Богемську волость ніяких даних про село, крім назви, не наведено. За  «… Пам'ятної книги Таврійської губернії за 1900 рік»  на хуторі Султан Бочай значилося 16 жителів в 3 подвір'ях. Згідно енциклопедичного словника  «Німці Росії» , німецька лютеранський хутір  Раппа  був заснований в 1903 році. У 1911 році на хуторі мешкало 66 чоловік, в  Статистичному довіднику Таврійської губернії 1915  в Богемської волості Перекопського повіту значиться економія  Раппа  Султан-Бочай  з населенням 102 людини.
Після радянської окупації, за постановою Кримревкома від 8 січня 1921 № 206 «Про зміну адміністративних кордонів» була скасована волосна система і в складі Джанкойського повіту був створений Джанкойський район. У 1922 році повіти перетворили в округу. 11 жовтня 1923, згідно з постановою ВЦВК, до адміністративний поділ Кримської АРСР були внесені зміни, у результаті яких округи були ліквідовані, основний адміністративною одиницею став Джанкойський район і село включили до його складу. Згідно  Списком населених пунктів Кримської АРСР по Всесоюзного перепису 17 грудня 1926 , хутір Султан-Бочай, з населенням 99 осіб, з яких було 17 німця, входив до складу Павловського сільради Джанкойського району .
Під час окупації Криму в німецько-радянську війну населений пункт використовувався німцями як ферма-радгосп. 12.04.1944 під час стрімкого наступу бійців 279 стрілецької дивізії на автомашинах радгосп Бий-Су-Ковча був оточений. Після невеликого боя гарнізон здався. Трофеєм стали тварини ферми.
Незабаром після початку німецько-радянської війни, 18 серпня 1941 кримські німці були виселені, спочатку в Ставропольський край, а потім в Сибір і північний Казахстан. Після звільнення Криму від німців у квітні, 12 серпня 1944 було прийнято постанову № ГОКО-6372с «Про переселення колгоспників у райони Криму» і у вересні 1944 року в район приїхали перші новосели (27 сімей) з Кам'янець-Подільської і Київської областей, а на початку 1950-х років пішла друга хвиля переселенців з різних областей України. Указом Президії Верховної Ради РРФСР від 18 травня 1948 року, населений пункт радгоспу Бий-Су-Ковча об'єднали з Султан Бочалой і перейменували в Кримку.